# Plumatella vorstmani
Plumatella vorstmani är en mossdjursart som beskrevs av Toriumi 1952. Plumatella vorstmani ingår i släktet Plumatella och familjen Plumatellidae. Inga underarter finns listade i Catalogue of Life.